# The Young Don't Cry
The Young Don't Cry is een Amerikaanse dramafilm uit 1957 onder regie van Alfred L. Werker.

## Verhaal
De tiener Leslie Henderson groeit op in een weeshuis in Georgia. Hij moet er knokken om zijn zelfrespect te behouden tegenover oudere pestkoppen. Leslie maakt kennis met een ontsnapte gevangene, die ten onrechte werd veroordeeld. Door die ervaring vindt hij de moed om zich te verzetten tegen het machtsmisbruik in de instelling.

## Rolverdeling
| Acteur            | Personage        |
| ----------------- | ---------------- |
| Sal Mineo         | Leslie Henderson |
| James Whitmore    | Rudy Krist       |
| J. Carrol Naish   | Plug             |
| Gene Lyons        | Max Cole         |
| Paul Carr         | Tom Bradley      |
| Thomas A. Carlin  | Johnny Clancy    |
| Leigh Whipper     | Doosy            |
| Stefan Gierasch   | Billy            |
| Victor Throley    | Whittaker        |
| Dolores Rosedale  | Maureen Cole     |
| James Reese       | Mijnheer Gwinn   |
| Ruth Attaway      | Philomena        |
| Leland Mayforth   | Allan            |
| Richard Wigginton | Jimmy            |
| Stanley Martin    | Stanley Brown    |